# Stephan Malinowski
Stephan Malinowski (* 1966 in Berlin) ist ein deutscher Historiker der Neuzeit an der University of Edinburgh. Sein spezielles Thema ist der deutsche Adel im Nationalsozialismus.

## Leben
Malinowski studierte Geschichte und Politikwissenschaft an drei Berliner Universitäten (Freie Universität Berlin, Technische Universität Berlin und Humboldt-Universität zu Berlin) sowie an der Université Paul-Valéry in Montpellier (Frankreich). Im Jahr 1994 erwarb er an der TU Berlin seinen Magister.
Von 1995 bis 1998 war Malinowski Stipendiat des Deutschen Akademischen Austauschdienstes (DAAD) am Europäischen Hochschulinstitut in Florenz. Von 1998 bis 2002 war er Wissenschaftlicher Mitarbeiter für Neuere Geschichte an der TU Berlin (Dissertation 2001), anschließend im Zeitraum 2002/2003 am Historischen Seminar der Universität zu Köln. Im Jahr 2003 wurde er bekannt durch seine Dissertation Vom König zum Führer. Sozialer Niedergang und politische Radikalisierung im deutschen Adel zwischen Kaiserreich und NS-Staat (2001), nach Eckart Conze „die bislang umfassendste Untersuchung des Verhältnisses von Adel und Nationalsozialismus“. Dafür wurde er im Jahr 2004 als erster Preisträger mit dem Hans-Rosenberg-Gedächtnispreis ausgezeichnet.
Danach wurde er im April 2003 Wissenschaftlicher Assistent am Friedrich-Meinecke-Institut der FU Berlin, wo er bis 2008 als Dozent tätig war. In den Jahren 2005/2006 war er Kennedy-Fellow am Center for European Studies an der Harvard University in Cambridge (Massachusetts). Er lehrte an der Humboldt-Universität zu Berlin und war von 2008 bis 2009 Fellow am Institute for advanced studies der Albert-Ludwigs-Universität Freiburg. Von 2009 bis 2012 lehrte er deutsche und westeuropäische Geschichte des 19. und 20. Jahrhunderts am University College Dublin. Seit Sommer 2012 unterrichtet er an der School of History, Classics & Archaeology der University of Edinburgh. Neben Arbeiten zur deutschen Geschichte ist Malinowski auch mit Beiträgen zur französischen und europäischen Kolonialgeschichte hervorgetreten.
Für seine Monographie Die Hohenzollern und die Nazis. Geschichte einer Kollaboration erhielt Malinowski den vom Börsenverein des Deutschen Buchhandels verliehenen Deutschen Sachbuchpreis 2022.

## Werk
Die Kernaussage seiner Dissertation war, dass der deutsche Adel  gegenüber dem Nationalsozialismus keineswegs besonders immun gewesen war, sondern wie andere soziale Schichten in erheblichem Maße Unterstützung geleistet hat. So eindrucksvoll die Beteiligung alter Adelsfamilien etwa an der Verschwörung des 20. Juli 1944 gewesen ist, so deutlich ist der Eindruck zurückzuweisen, dies sei typisch für den Adel gewesen. „Der typische Adlige war in den Jahren des 'Dritten Reiches' kein Widerstandskämpfer, sondern eine Stütze des Regimes.“
Im Auftrag des Landes Brandenburg erstellte Malinowski 2014 ein Gutachten zur Frage, ob der ehemalige Kronprinz Wilhelm von Preußen dem nationalsozialistischen System „erheblichen Vorschub geleistet“ habe. Dies würde nach dem Entschädigungs- und Ausgleichsleistungsgesetz zu einem Ausschluss von Entschädigungsleistungen an die Nachfahren führen. Malinowski kam zu dem Schluss: „Wilhelm Kronprinz von Preußen hat durch sein in großer Stetigkeit erfolgtes Handeln die Bedingungen für die Errichtung und Festigung des nationalsozialistischen Regimes verbessert. Sein Gesamtverhalten hat der Errichtung und Festigung des nationalsozialistischen Regimes erheblich Vorschub geleistet.“ Malinowski publizierte 2015 zur gleichen Thematik einen Artikel in der Wochenzeitung Die Zeit. Daraufhin erstattete die Familie Hohenzollern Strafanzeige gegen ihn mit dem Vorwurf der Verletzung von Privatgeheimnissen. Das Verfahren wurde gemäß § 170 Abs. 2 der Strafprozessordnung endgültig eingestellt, weil kein Tatverdacht wegen einer Verletzung von Privatgeheimnissen gemäß § 203 StGB bestanden habe.
Malinowski hat sich an der Debatte um das Verhältnis der Hohenzollern zum Nationalsozialismus auch im Jahre 2019 prominent beteiligt. Die sich aus den unterschiedlichen Ergebnissen der von Malinowski sowie Wolfram Pyta, Christopher Clark und Peter Brandt vorgelegten Gutachten zur Frage der Verwicklung der Hohenzollern in die Etablierung der NS-Diktatur ergebende Forschungskontroverse und die öffentliche Auseinandersetzung „um das Erbe der Hohenzollern“, die diese Kontroverse auslöste, galten Ende 2019 als „der bedeutendste geschichtspolitische Konflikt des Landes“ in der Gegenwart (Der Spiegel). Jan Böhmermann hat die geheim gehaltenen Gutachten, die für die Entschädigungsforderungen der Hohenzollern bedeutend sind, im November 2019 für seine Show Neo Magazin Royale im Internet veröffentlicht.
Christopher Clark hat sein eigenes Ergebnis am 26. September 2020 widerrufen und sich ausdrücklich dabei auf Malinowskis Gutachten als Quelle neuer Erkenntnisse berufen.

## Veröffentlichungen (Auswahl)
Monografien
- Vom König zum Führer. Sozialer Niedergang und politische Radikalisierung im deutschen Adel zwischen Kaiserreich und NS-Staat. Akademie, Berlin 2003, ISBN 3-05-003554-4. (Fischer, Frankfurt 2004, ISBN 3-596-16365-X)[15]
- Die Hohenzollern und die Nazis. Geschichte einer Kollaboration. Propyläen, Berlin 2021, ISBN 978-3-549-10029-5.[16][17]

Aufsätze
- mit Marcus Funck: Geschichte von oben. Autobiographien als Quelle einer Sozial- und Kulturgeschichte des deutschen Adels in Kaiserreich und Weimarer Republik. In: Historische Anthropologie. Band 7, 1999, S. 236–270.
- Die Deutsche Adelsgenossenschaft und der Deutsche Herrenklub. In: Heinz Reif (Hrsg.): Entwicklungslinien und Wendepunkte im 20. Jahrhundert (= Adel und Bürgertum in Deutschland. Bd. 2). Akademie-Verlag, Berlin 2001, ISBN 3-05-003551-X, S. 190.
- Vom blauen zum reinen Blut. Adliger Antisemitismus und antisemitische Adelskritik in Deutschland 1871–1945. In: Jahrbuch für Antisemitismusforschung. Band 12, 2003, S. 147–169.
- Es war kein Aufstand des Adels. In: Cicero. 1. Juli 2004. (cicero.de)
- mit Marcus Funck: Masters of Memory: The Strategic Use of Memory in Autobiographies of the German Nobility. In: P. Fritzsche, A. Confino (Hrsg.): The Work of Memory: New Directions in the Study of German Society and Culture. University of Illinois at Urbana-Champaign, Urbana 2002.
- mit Robert Gerwarth: Hannah Arendt’s Ghosts: Reflections on the Disputable Path from Windhoek to Auschwitz. In: Central European History. Band 42, Nr. 2, 2006, S. 279–300.
- Modernierungskriege. Militärische Gewalt und koloniale Modernisierung im Algerienkrieg (1954–1962). In: Archiv für Sozialgeschichte. Band 48, 2008, S. 213–248.
- mit Moritz Feichtinger: Eine Million Algerier lernen im 20. Jahrhundert zu leben: Umsiedlungslager und Zwangsmodernisierung im Algerienkrieg 1954–1962. In: Journal of Modern European History. Band 8, Nr. 1, 2010, S. 107–135.
- mit Robert Gerwarth: Der Holocaust als 'kolonialer Genozid'? Europäische Kolonialgewalt und nationalsozialistischer Vernichtungskrieg. In: Geschichte und Gesellschaft. Band 33, Nr. 3, 2007, S. 439–466.
- A counter-revolution d’outre-tombe?: Notes on the French Aristocracy and the Extreme Right during the Third Republic and the Vichy Regime. In: K. Urbach (Hrsg.): European Aristocracies and the Extreme Right 1918–1939. Oxford University Press, Oxford 2007, S. 15–34.
- Their Favourite Enemy: German Social Historians and the Prussian Nobility. In: S. Müller (Hrsg.): Imperial Germany Revisited: Continuing Debates and New Perspectives. New York 2011, S. 141–157.
- mit Alexander Sedlmaier: ‘1968’ – A catalyst of consumer society. In: Cultural and Social History. Band 8, Nr. 2, 2011, S. 255–274.
- mit Emile Chabal: Gehört Großbritannien zu Europa? In: Merkur. Band 796, 2015, S. 75–84.

## Auszeichnungen
- 2004: Hans-Rosenberg-Gedächtnispreis für Vom König zum Führer[18]
- 2022: Deutscher Sachbuchpreis für Die Hohenzollern und die Nazis. Geschichte einer Kollaboration[19]